# Smash (tenis)

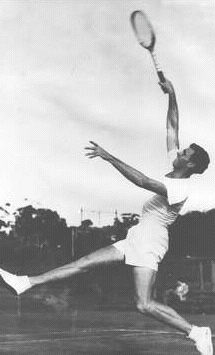
Ken McGregor golpeando un remate en los años 1950.

Un smash (remate) en tenis es un golpe que es realizado sobre la cabeza con un movimiento similar al «saque». Generalmente se puede golpear con gran fuerza de manera relativamente segura y es a menudo un tiro definitorio. La mayoría son realizados cerca de la red o a mitad de la cancha antes del pique de la pelota. Suele ser la respuesta a un globo realizado por el oponente que no tuvo la suficiente altura. También puede realizarse desde la línea de base luego del pique, aunque es menos decisorio.

## Tipos
Si bien generalmente el término se utiliza para el golpe de frente, el «smash de revés» también puede realizarse. Dada su dificultad es más raro verlo. Rod Laver, Guillermo Vilas y Jimmy Connors, todos zurdos, fueron conocidos por sus poderosos smash de revés.
Pete Sampras popularizó el «jump smash», donde impactaba la bola en el medio de un salto. Marcelo Ríos registró el «smash sentado» en 1998.
- con pique
- de revés tradicional
- de revés sin salto
- de revés de fondo[2]